# Kęstutis Kriščiūnas
Kęstutis Kriščiūnas (* 24. September 1969 in Kaunas, Litauische SSR) ist ein litauischer Politiker, stellvertretender Bürgermeister von Kaunas, Mitglied des Seimas.

## Leben
Nach dem Abitur 1987 an der 27. Mittelschule Kaunas und der Kunstschule Kaunas absolvierte er 1993 das Diplomstudium an der Lietuvos žemės ūkio akademija und wurde Forstingenieur. 1997 absolvierte er das Studium der Politologie an der Vytauto Didžiojo universitetas.
Von 1993 bis 1997 arbeitete er als Lieferer im Holzverarbeitungskombinat Kaunas. Von 2000 bis 2004 war er Mitglied des Seimas. 2004 war er kurzzeitig Mitglied des Europäischen Parlaments. Ab 2011 ist er stellvertretender Bürgermeister von Kaunas.